# Olga Lomonossova
Olga Lomonossova (en ukrainien : Ольга Олегівна Ломоносова) est une artiste, actrice et danseuse russe d'origine ukrainienne.

## Biographie
Olga est née le 18 mai 1978 à Donetsk, elle a déménagé à Kiev avec sa famille et a étudié à l'école chorégraphique de Kiev pour un diplôme de danse en 1988. En 1997, elle déménage à Moscou où elle intègre le Théâtre académique musical. Elle suit des cours à l'Institut d'art dramatique Boris-Chtchoukine dont elle est diplômée en 2003 puis joue au Théâtre Vakhtangov de 2003 à 2005 et à l'Électrothéâtre Stanislavski de 2004 à 2006.

## Filmographie

### Cinéma[2]
- 2013 : A propos d'une femme, d'un rêve et d'un de plus... : (en russe : Про жену, мечту и ещё одну…)
- 2009 : Non pardonné : (en russe : Непрощённые)
- 2008 : Gâteau au fromage : (en russe : Чизкейк)

### Télévision[3]
- Better than Us (en russe Лучше, чем люди)
- Haute Voltige
- Espion (en russe Шпион) en 2022
- Le bonheur d'Ivan. Nouvelles histoires (en russe : Иваново счастье. Новые истории] en 2021.